# James Workman
James Adam Workman, ameriški veslač, * 30. april 1908, † 15. oktober 1983.
Workman je za Združene države Amerike nastopil kot član osmerca na Poletnih olimpijskih igrah 1928 v Amsterdamu. Ameriški čoln je tam osvojil zlato medaljo.  